# Lijst van afleveringen van Chuck
Dit is een lijst met afleveringen van de Amerikaanse televisieserie Chuck. Let op dat de uitzenddata van de Verenigde Staten in de tijd van Chicago is, en het in Europa, op het moment van uitzending, al een dag later is door het tijdsverschil. De afleveringen worden in Nederland uitgezonden door Comedy Central. Gedurende seizoen 2 stoppen zij de uitzendingen in april en mei, maar herstarten seizoen 2 juni van dat jaar.

## Seizoen 1
| Afleveringnummer | Productiecode | Titel aflevering                      | Uitzenddatum VS   | Uitzenddatum NL  |
| ---------------- | ------------- | ------------------------------------- | ----------------- | ---------------- |
| 1                | 101           | Chuck Versus the Intersect            | 24 september 2007 | 10 november 2010 |
| 2                | 102           | Chuck Versus the Helicopter           | 1 oktober 2007    | 17 november 2010 |
| 3                | 103           | Chuck Versus the Tango                | 8 oktober 2007    | 24 november 2010 |
| 4                | 104           | Chuck Versus the Wookiee              | 15 oktober 2007   | 1 december 2010  |
| 5                | 105           | Chuck Versus the Sizzling Shrimp      | 22 oktober 2007   | 8 december 2010  |
| 6                | 106           | Chuck Versus the Sandworm             | 29 oktober 2007   | 15 december 2010 |
| 7                | 107           | Chuck Versus the Alma Mater           | 5 november 2007   | 22 december 2010 |
| 8                | 108           | Chuck Versus the Truth                | 12 november 2007  | 29 december 2010 |
| 9                | 109           | Chuck Versus the Imported Hard Salami | 19 november 2007  | 5 januari 2011   |
| 10               | 110           | Chuck Versus the Nemesis              | 26 november 2007  | 12 januari 2011  |
| 11               | 111           | Chuck Versus the Crown Vic            | 3 december 2007   | 19 januari 2011  |
| 12               | 112           | Chuck Versus the Undercover Lover     | 24 januari 2008   | 26 januari 2011  |
| 13               | 113           | Chuck Versus the Marlin               | 24 januari 2008   | 2 februari 2011  |

## Seizoen 2
| Afleveringnummer | Productiecode | Titel aflevering                 | Uitzenddatum VS   | Uitzenddatum NL                 |
| ---------------- | ------------- | -------------------------------- | ----------------- | ------------------------------- |
| 14               | 201           | Chuck Versus the First Date      | 29 september 2008 | 9 februari 2011 / 12 juni 2011  |
| 15               | 202           | Chuck Versus the Seduction       | 6 oktober 2008    | 16 februari 2011 / 19 juni 2011 |
| 16               | 203           | Chuck Versus the Break-up        | 13 oktober 2008   | 23 februari 2011 / 26 juni 2011 |
| 17               | 204           | Chuck Versus the Cougars         | 20 oktober 2008   | 2 maart 2011 / 3 juli 2011      |
| 18               | 205           | Chuck Versus Tom Sawyer          | 27 oktober 2008   | 9 maart 2011 / 10 juli 2011     |
| 19               | 206           | Chuck Versus the Ex              | 10 november 2008  | 16 maart 2011 / 17 juli 2011    |
| 20               | 207           | Chuck Versus the Fat Lady        | 17 november 2008  | 23 maart 2011 / 24 juli 2011    |
| 21               | 208           | Chuck Versus the Gravitron       | 24 november 2008  | 30 maart 2011 / 31 juli 2011    |
| 22               | 209           | Chuck Versus the Sensei          | 1 december 2008   | 7 augustus 2011                 |
| 23               | 210           | Chuck Versus the DeLorean        | 8 december 2008   | 14 augustus 2011                |
| 24               | 211           | Chuck Versus Santa Claus         | 15 december 2008  | 25 december 2011                |
| 25               | 212           | Chuck Versus the Third Demension | 9 februari 2009   | 21 augustus 2011                |
| 26               | 213           | Chuck Versus the Suburbs         | 3 februari 2009   | 28 augustus 2011                |
| 27               | 214           | Chuck Versus the Best Friend     | 16 februari 2009  | 4 september 2011                |
| 28               | 215           | Chuck Versus the Beefcake        | 2 maart 2009      | 11 september 2011               |
| 29               | 216           | Chuck Versus the Lethal Weapon   | 9 maart 2009      | 18 september 2011               |
| 30               | 217           | Chuck Versus the Predator        | 23 maart 2009     | 25 september 2011               |
| 31               | 218           | Chuck Versus the Broken Heart    | 30 maart 2009     | 2 oktober 2011                  |
| 32               | 219           | Chuck Versus the Dream Job       | 6 april 2009      | 9 oktober 2011                  |
| 33               | 220           | Chuck Versus the First Kill      | 13 april 2009     | 16 oktober 2011                 |
| 34               | 221           | Chuck Versus the Colonel         | 20 april 2009     | 23 oktober 2011                 |
| 35               | 222           | Chuck Versus the Ring            | 27 april 2009     | 30 oktober 2011                 |

## Seizoen 3
| Afleveringnummer | Productiecode | Titel aflevering                    | Uitzenddatum VS | Uitzenddatum NL  |
| ---------------- | ------------- | ----------------------------------- | --------------- | ---------------- |
| 36               | 301           | Chuck Versus the Pink Slip          | 10 januari 2010 | 6 november 2011  |
| 37               | 302           | Chuck Versus the Three Words        | 10 januari 2010 | 13 november 2011 |
| 38               | 303           | Chuck Versus the Angel de la Muerte | 11 januari 2010 | 20 november 2011 |
| 39               | 304           | Chuck Versus the Operation Awesome  | 18 januari 2010 | 27 november 2011 |
| 40               | 305           | Chuck Versus the First Class        | 25 januari 2010 | 4 december 2011  |
| 41               | 306           | Chuck Versus the Nacho Sampler      | 1 februari 2010 | 11 december 2011 |
| 42               | 307           | Chuck Versus the Mask               | 8 februari 2010 | 18 december 2011 |
| 43               | 308           | Chuck Versus the Fake Name          | 1 maart 2010    | 1 januari 2012   |
| 44               | 309           | Chuck Versus the Beard              | 9 maart 2010    | 8 januari 2012   |
| 45               | 310           | Chuck Versus the Tic Tac            | 15 maart 2010   | 15 januari 2012  |
| 46               | 311           | Chuck Versus the Final Exam         | 22 maart 2010   | 22 januari 2012  |
| 47               | 312           | Chuck Versus the American Hero      | 29 maart 2010   | 29 januari 2012  |
| 48               | 313           | Chuck Versus the Other Guy          | 5 april 2010    | 5 februari 2012  |
| 49               | 314           | Chuck Versus the Honeymooners       | 26 april 2010   | 12 februari 2012 |
| 50               | 315           | Chuck Versus the Role Models        | 3 mei 2010      | 19 februari 2012 |
| 51               | 316           | Chuck Versus the Tooth              | 10 mei 2010     | 26 februari 2012 |
| 52               | 317           | Chuck Versus the Living Dead        | 17 mei 2010     | 4 maart 2012     |
| 53               | 318           | Chuck Versus the Subway             | 24 mei 2010     | 11 maart 2012    |
| 54               | 319           | Chuck Versus the Ring: Part 2       | 24 mei 2010     | 18 maart 2012    |

## Seizoen 4
| Afleveringnummer | Productiecode | Titel aflevering                      | Uitzenddatum VS   | Uitzenddatum NL   |
| ---------------- | ------------- | ------------------------------------- | ----------------- | ----------------- |
| 55               | 401           | Chuck Versus the Anniversary          | 20 september 2010 | 25 maart 2012     |
| 56               | 402           | Chuck Versus the Suitcase             | 27 september 2010 | 1 april 2012      |
| 57               | 403           | Chuck Versus the Cubic Z              | 4 oktober 2010    | 8 april 2012      |
| 58               | 404           | Chuck Versus the Coup d'Etat          | 11 oktober 2010   | 15 april 2012     |
| 59               | 405           | Chuck Versus the Couch Lock           | 18 oktober 2010   | 22 april 2012     |
| 60               | 406           | Chuck Versus the Aisle of Terror      | 25 oktober 2010   | 29 april 2012     |
| 61               | 407           | Chuck Versus the First Fight          | 1 november 2010   | 6 mei 2012        |
| 62               | 408           | Chuck Versus the Fear of Death        | 15 november 2010  | 13 mei 2012       |
| 63               | 409           | Chuck Versus Phase Three              | 22 november 2010  | 20 mei 2012       |
| 64               | 410           | Chuck Versus the Leftovers            | 29 november 2010  | 27 mei 2012       |
| 65               | 411           | Chuck Versus the Balcony              | 17 januari 2011   | 10 juni 2012      |
| 66               | 412           | Chuck Versus the Gobbler              | 24 januari 2011   | 24 juni 2012      |
| 67               | 413           | Chuck Versus the Push Mix             | 31 januari 2011   | 6 september 2012  |
| 68               | 414           | Chuck Versus the Seduction Impossible | 7 februari 2011   | 10 september 2012 |
| 69               | 415           | Chuck Versus the Cat Squad            | 14 februari 2011  | 11 september 2012 |
| 70               | 416           | Chuck Versus the Masquerade           | 21 februari 2011  | 12 september 2012 |
| 71               | 417           | Chuck Versus the First Bank of Evil   | 28 februari 2011  | 13 september 2012 |
| 72               | 418           | Chuck Versus the A-Team               | 14 maart 2011     | 17 september 2012 |
| 73               | 419           | Chuck Versus the Muuurder             | 21 maart 2011     | 18 september 2012 |
| 74               | 420           | Chuck Versus the Family Volkoff       | 11 april 2011     | 19 september 2012 |
| 75               | 421           | Chuck Versus the Wedding Planner      | 18 april 2011     | 20 september 2012 |
| 76               | 422           | Chuck Versus Agent X                  | 2 mei 2011        | 25 september 2012 |
| 77               | 423           | Chuck Versus the Last Details         | 9 mei 2011        | 26 september 2012 |
| 78               | 424           | Chuck Versus the Cliffhanger          | 16 mei 2011       | 27 september 2012 |

## Seizoen 5
| Afleveringnummer | Productiecode | Titel aflevering                | Uitzenddatum VS  | Uitzenddatum NL |
| ---------------- | ------------- | ------------------------------- | ---------------- | --------------- |
| 79               | 501           | Chuck Versus the Zoom           | 28 oktober 2011  |                 |
| 80               | 502           | Chuck Versus the Bearded Bandit | 4 november 2011  |                 |
| 81               | 503           | Chuck Versus the Frosted Tips   | 11 november 2011 |                 |
| 82               | 504           | Chuck Versus the Business Trip  | 18 november 2011 |                 |
| 83               | 505           | Chuck Versus the Hack Off       | 9 december 2011  |                 |
| 84               | 506           | Chuck Versus the Curse          | 16 december 2011 |                 |
| 85               | 507           | Chuck Versus the Santa Suit     | 23 december 2011 |                 |
| 86               | 508           | Chuck Versus the Baby           | 30 december 2011 |                 |
| 87               | 509           | Chuck Versus the Kept Man       | 6 januari 2012   |                 |
| 88               | 510           | Chuck Versus Bo                 | 13 januari 2012  |                 |
| 89               | 511           | Chuck Versus the Bullet Train   | 20 januari 2012  |                 |
| 90               | 512           | Chuck Versus Sarah              | 27 januari 2012  |                 |
| 91               | 513           | Chuck Versus the Goodbye        | 27 januari 2012  |                 |

## Internet afleveringen

### Chuck versus the Webisodes[6]
| Afleveringnummer | Titel aflevering              | Uitzenddatum    |
| ---------------- | ----------------------------- | --------------- |
| 1                | Buy More #15: Employee Health | 6 oktober 2008  |
| 2                | Buy More #17: Leadership      | 13 oktober 2008 |
| 3                | Buy More #7: Customer Service | 20 oktober 2008 |
| 4                | Buy More #24: Youth Marketing | 27 oktober 2008 |
| 5                | Buy More #14: Work Ethic      | 3 november 2008 |

### Meet the Nerd Herders[7]
| Afleveringnummer | Titel aflevering                     |
| ---------------- | ------------------------------------ |
| 1                | Nerd Herd Reviews: Heroes DVD        |
| 2                | Anna's Sword Skills                  |
| 3                | Nerd Herd Reviews: Romantic Comedies |
| 4                | Nerd Herd Reviews: Avril Lavigne     |
| 5                | Anna's Mad Skillz                    |

### Morgan's Vlog[8]
| Afleveringnummer | Titel aflevering                      |
| ---------------- | ------------------------------------- |
| 1                | Make a Movie End a Lot Quicker, Ep. 1 |
| 2                | Make a Movie End a Lot Quicker, Ep. 2 |
| 3                | Make a Movie End a Lot Quicker, Ep. 3 |
| 4                | Movie Villains                        |

### Chuck Presents – Buy Hard: The Jeff and Lester Story
| Afleveringnummer | Titel aflevering |
| ---------------- | ---------------- |
| 1                | Episode 1        |
| 2                | Episode 2        |
| 3                | Episode 3        |
| 4                | Episode 4        |
| 5                | Episode 5        |

## Opmerkingen
De afleveringen van "Chuck Presents – Buy Hard: The Jeff and Lester Story" zijn alleen te bekijken via theWB.